# شوتينغ ستارز
تأسس نادي شوتينغ ستارز عام 1950 وهو نادي كرة قدم من إيبادان، نيجيريا. ملعب الفريق هو ملعب الحرية الذي يسع لخمسة وثلاثين ألف متفرج. وصل النادي للمباراة النهائية لدوري أبطال أفريقيا في عامي 1984 - 1996 أمام الزمالك المصري، ولكنه لم يفز فيهما.

## بطولات الفريق
- الدوري النيجيري: 1976، 1980، 1983، 1995، 1998
- كأس نيجيريا: 1977، 1979، 1995
- بطولة أفريقيا للأندية ابطال الكأس : 1976
- كأس الاتحاد الأفريقي: 1992
- وصيف دوري أبطال أفريقيا: 1984، 1996